# Камерон, Берт
Бертланд «Берт» Камерон (англ. Bertland «Bert» Cameron; род. 16 ноября 1959) — ямайский спринтер.

## Биография
Родился в городе Спаниш-Таун, округа Сент-Кэтрин. Впервые завоевал медаль на международной арене на Играх Содружества 1978 года, где помог Ямайке завоевать серебряную медаль в эстафете на 400 метров уступив Кении. Он учился в Соединенных Штатах на спортивную стипендию и выиграл оба титула NCAA 400 м в помещении и на открытом воздухе в 1980 и 1981 годах, а затем получил третий открытый титул в 1983 году для шахтеров UTEP. Кэмерон представлял Америку на чемпионате мира IAAF 1981 года. и ушел с бронзовой медалью как в личном зачете, так и в эстафете. Он вернулся на сцену Содружества на Играх 1982 года и стал чемпионом на дистанции 400 метров.
Кэмерон выиграл 400 м на первом чемпионате мира в 1983 году. Он хорошо пробежал в полуфинале Олимпийских игр 1984 года, но на полпути схватился за ногу в результате мышечной травмы. Однако в одном из величайших возвращений всех времен ему чудом удалось снова начать бегать и квалифицироваться в финал. Однако его травма была такова, что он не смог занять свое место в финале. Он участвовал в чемпионате мира по легкой атлетике 1987 года но не сумел защитить свой титул, выбыв в полуфинале. Он помог ямайской эстафетной команде занять шестое место в финале. Через четыре года после травмы он участвовал в летних Олимпийских играх 1988 года и помог завоевать серебряную медаль в эстафете 4х400 метров.
За пределами своих глобальных выступлений за Ямайку он пользовался успехом на региональном уровне. Он выиграл 400 м на чемпионате Центральной Америки и Карибского бассейна 1981 года, а затем еще одну золотую медаль на играх CAC 1982 года. Он вернулся на чемпионат CAC в 1985 году и выиграл серебряную медаль позади кубинца Роберто Эрнандеса. На Панамериканских играх 1987 года он победил кубинца, но снова ушел с серебряной медалью, когда Раймонд Пьер взял титул.